# Сан-Джорджо-дель-Санніо
Сан-Джорджо-дель-Санніо (італ. San Giorgio del Sannio) — муніципалітет в Італії, у регіоні Кампанія,  провінція Беневенто.
Сан-Джорджо-дель-Санніо розташований на відстані близько 220 км на південний схід від Рима, 60 км на північний схід від Неаполя, 10 км на південний схід від Беневенто.
Населення — 9928 осіб (2014).
Щорічний фестиваль відбувається 23 квітня. Покровитель — святий Юрій.

## Демографія
Населення за роками:

Станом на 1 січня 2023 року в муніципалітеті офіційно проживали 224 іноземці з 27 країн, серед них 102 громадяни країн Євросоюзу та 42 громадяни України.

## Сусідні муніципалітети
- Апіче
- Кальві
- Падулі
- Сан-Мартіно-Санніта
- Сан-Наццаро
- Сан-Нікола-Манфреді